# 푸아르 벨 엘렌

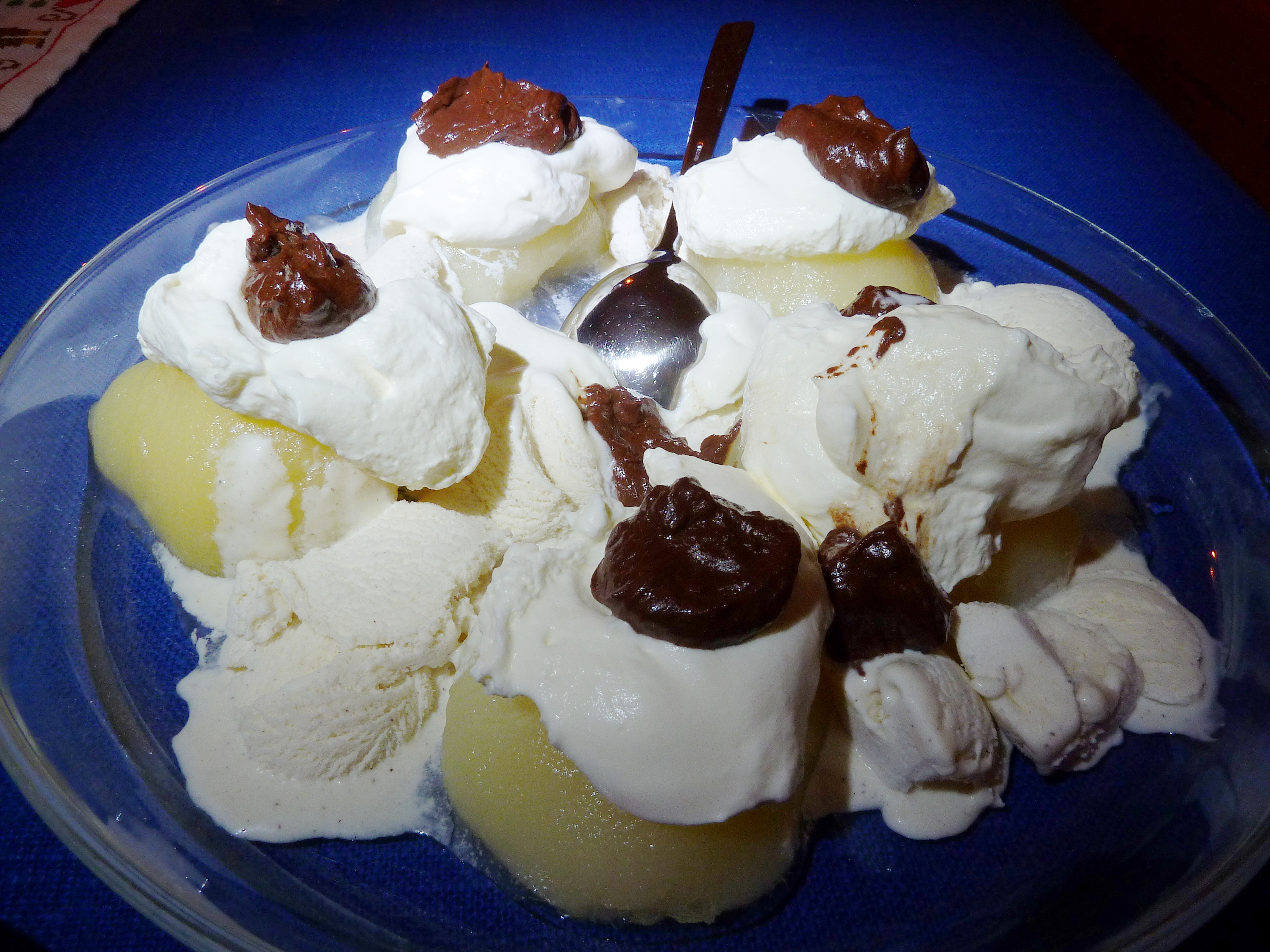

푸아르 벨 엘렌(Poire belle Hélène, 발음 [pwaʁ bɛl‿elɛn], 독일어: Birne Helene)은 배를 전화당에 데친 후 만든 후식이다. 바닐라 아이스크림과 초콜릿 시럽이 함께 제공된다. 오귀스트 에스코피에에 의해 1864년경에 만들어졌으며 자크 오펜바흐의 오페레타 La belle Hélène의 이름을 따서 명명되었다. 더 간단한 버전은 데친 배를 통조림 배와 얇게 썬 아몬드로 대체한다.